# 眼福
眼福，是日本純種競賽馬匹。生涯活躍於中長途賽事，尤其擅長大長途，曾於2006及2007年分別勝出長途馬錦標及阪神大賞典，亦於2005年考菲爾德盃中跑獲亞軍。

## 出賽前
2000年3月21日出生於北海道早來町（今安平町）北部牧場，成長途中於一口馬主俱樂部Sunday Racing Co. Ltd.進行馬主募集。
其後交由栗東訓練中心練馬師清水出美訓練。

## 競賽生涯

### 3歲
2003年6月22日出戰函館競馬場3歲未勝利戰，比賽初段因為漏閘保持於後方，但於對面直路逐步爬升之下於最後彎道處於第二的位置，後續繼續加速下僅敗於領放馬取得第二。
其後再度出戰3歲未勝利戰，面對爛地的跑道下仍然可以於中團位置維持穩定走勢，於對面直路中段逐步加速下在第三彎道經已取得領先。進入直路後，其繼續表現出優秀的加速度，最終成功拋離後方對手取得首勝。
贏得以上賽事後，其主要以條件賽作為目標，於五場賽事中取得兩冠三亞的優秀戰績。

### 4歲
2004年首戰為迎春錦標，維持於先頭位置下未能於直路繼續展步加速，最終以第四完賽，為其首次跌出三甲之外。
其後於5月出戰烏丸錦標，本次比賽其繼續採用前置的戰術，以穩定的姿態逐步於前方位置推進，並於進入直路後瞬間衝出展開加速，最終再度取得勝利。
5月22日出戰目黑紀念，為其首次挑戰分級賽，然而於直路上未能信距離由中團位置突破，最終稍為受到阻滯下取得第五。
放草過後於秋季重返條件戰，最終於比叡錦標及古都錦標中分別取得第二及第一。

### 5歲
2005年年初以公開賽萬葉錦標作為首戰，維持於第六、七左右的有遮擋位置下於最後彎道逐步展開加速，最終轟出全長最快末腳下戰勝Chakra取得勝利，同時奠定其於大長途賽事有力賽駒的身份。
3月繼續於大長途戰線中行進，並以阪神大賞典作為目標。比賽開始後，其維持於中團第五的位置穩步推進，於比賽途中通過彎道的時候稍微發力，於最後彎道處於第三的位置。進入直路後，其隨即以優秀的反應嚮應騎師藤田伸二的加速指示，但一直被前方的我心聲壓制下未能越過對手，最終以第二完賽。
其後按照計劃出戰春季天皇賞，採用居中戰術下維持於較後方的位置，並於通過第二圈的彎道時逐步發力。進入直路後，其仍然以不俗的衝勢維持自身的優勢，但未能追上大金駒下再被外檔衝出的鈴鹿間風超越，最終取得一席季軍。
休養過後陣營決定安排其遠征澳洲，成為首匹挑戰當地賽事的日本賽駒，並以考菲爾德盃作為第一戰。比賽開始後，其一直維持於有利的位置等待時機，於進入直路後稍為加速並成功透出。進入直路後，其於中後段逐漸壓制當屆新加坡航空國際盃冠軍永存不朽，但於終點線前被外檔的Railings超越，最終取得第二的戰績。
然而其後出戰墨爾本盃，其未能於比賽途中發揮自身的狀態，最終以第十二大敗。

### 6歲
2006年年初繼續以大長途賽事作為主軸，但於阪神大賞典及春季天皇賞中雖然能保持水準，但未能最大全力發揮下分別以第六及第四完賽。
5月28日再度出戰目黑紀念，維持於中團位置下於比賽途中逐漸墮後，於第四彎道才於外檔位置重新加速上前。進入直路後，其嘗試於外檔位置奮力加速並逐步迫近前方賽駒，可惜受到57.5公斤的頂磅之下始終未能壓制搖滾樂，最終以第二完賽。
其後縮程挑戰寶塚紀念，然而受到變化地的影響下無法順利加速，最終以第十三大敗。
秋季以京都大賞典作秀起動戰，雖然僅僅取得第六，但於其後的阿根廷共和國盃中成功爆發出不俗的末腳速度，最終僅敗於Tosho Knight取得亞軍。
12月2日出戰長途馬錦標，比賽途中選擇保持於先頭約莫第三的位置推進，並於比賽大部份時間均於此位置等待時機。進入直路後，於前方兩匹賽駒相繼力弱後，眼福隨即衝出並展開加速，最終亦成功拉開後方嘗試追擊的東海奇謀，以3馬位優勢取得首個分級賽冠軍。
贏得以上賽事後原定出戰年末的有馬紀念，但於蹄部出現裂痕下選擇備戰。

### 7歲
2007年年初出戰阪神大賞典，採用先行策略下維持於有利的位置逐步推進，最終於直路亦發揮出優秀的表現，在最後一步超越前方的網路亨通下以頭位差距達成分級賽連勝。
其後出戰正賽春季天皇賞，然而於比賽初段於慢閘下選擇於後方位置推進，雖然最終跑出全場最快末腳，但未能扭轉局勢下敗於名將森遜、Erimo Expire及東海奇謀取得第四。
賽後，其更被檢查出左腳第一趾骨有剝離骨折需要進入休養。
11月返回栗東訓練中心備戰年末的賽事，但感染馬流感下再度前往休養，最終於年間未有出戰任何賽事。

### 8歲
2008上半年於京都紀念復出，但狀態仍然未有回復下以第十六大敗。
然而於其後的阪神大賞典成功展現出復甦的跡象，於直路上發揮不俗的表現下壓制大部份對手，僅未能超越Admire Jupiter取得第二。
4月第四到挑戰春季天皇賞，然而於中團位置等待時機下稍微失速，最終以第十一大敗。
5月再度以目黑紀念作為調整的一環，雖然本次比賽其需要背負58.5公斤的頂磅，但仍然於直路上處於有利的狀態且展現不俗的走勢，最終以一席第五的入板戰績完賽。
稍為休養後於秋季復出出戰京都大賞典，維持於先頭約莫第五的位置下稍微發力進佔前方，於直路上閃入內欄位置嘗試加速，最終成功取得季軍。
其後陣營決定安排其遠征香港，選擇香港瓶或香港盃其一作為目標，但於左後腳的蹄裂復發且變得嚴重下擱置計劃。
雖然其後蹄裂跡象有所恢復，但於受傷期間兩隻前腳均受到一定程度的壓力，且右後腳亦出現疼痛的症狀，因而繼續進行治療。
然而於治療過後，其於宮城縣山元町山元訓練中心放草途中右後腳出現重度蹄葉炎的症狀，其後左後腳亦陷入同樣情況，因而處於無法站立的情況。最終，於醫療團隊及陣營商討過後，決定於11月26日對其施以安樂死，享年8歲。

### 詳細賽績
| 日期       | 舉辦國家 | 馬場     | 距離   | 級別  | 賽事名稱         | 負重     | 騎師 | 馬號 | 出馬 | 名次 | 時間   | 頭馬（二馬）        |
| ---------- | -------- | -------- | ------ | ----- | ---------------- | -------- | ---- | ---- | ---- | ---- | ------ | ------------------- |
| 22/6/2003  | 日本     | 函館     | 泥1700 |       | 3歲未勝          | 藤田伸二 | 56   | 11   | 13   | 2    | 1.48.8 | Akea Eiger          |
| 5/7/2003   | 日本     | 函館     | 泥1700 |       | 3歲未勝          | 藤田伸二 | 56   | 1    | 7    | 1    | 1.47.1 | （Jo Long Run）     |
| 30/8/2003  | 日本     | 札幌     | 泥2400 |       | 3歲500萬獎金以下 | 藤田伸二 | 54   | 4    | 11   | 2    | 2.36.4 | Rest of Sale        |
| 28/9/2003  | 日本     | 阪神     | 草2500 |       | 3歲500萬獎金以下 | 安藤勝己 | 54   | 6    | 15   | 2    | 2.34.7 | Biwa World          |
| 18/10/2003 | 日本     | 京都     | 草2400 |       | 3歲500萬獎金以下 | 藤田伸二 | 54   | 10   | 18   | 1    | 2.25.5 | （Asaka Yuki）      |
| 22/11/2003 | 日本     | 京都     | 草2400 |       | 八瀨特別         | 藤田伸二 | 55   | 10   | 12   | 2    | 2.27.2 | Namura Thanks       |
| 13/12/2003 | 日本     | 中京     | 草2500 |       | 天龍川特別       | 藤田伸二 | 56   | 5    | 11   | 1    | 2.33.7 | （Prompt Tateyama） |
| 18/1/2004  | 日本     | 中山     | 草2500 |       | 迎春錦標         | 藤田伸二 | 56   | 3    | 9    | 4    | 2.33.0 | Mikki Bell          |
| 2/5/2004   | 日本     | 京都     | 草2400 |       | 烏丸錦標         | 藤田伸二 | 57   | 1    | 12   | 1    | 2.26.9 | （Daddy's Dream）   |
| 22/5/2004  | 日本     | 東京     | 草2500 | GII   | 目黑紀念         | 藤田伸二 | 55   | 14   | 18   | 5    | 2.31.0 | Chakra              |
| 23/10/2004 | 日本     | 京都     | 草2400 |       | 比叡錦標         | 安藤勝己 | 57   | 1    | 7    | 2    | 2.27.6 | Meisho Kachidoki    |
| 21/11/2004 | 日本     | 京都     | 草2200 |       | 古都錦標         | 藤田伸二 | 58   | 1    | 11   | 1    | 2.17.4 | （美妙浪漫）        |
| 1/8/2005   | 日本     | 京都     | 草3000 | OP    | 萬葉錦標         | 藤田伸二 | 56   | 3    | 9    | 1    | 3:09.1 | （Chakra）          |
| 20/3/2005  | 日本     | 阪神     | 草3000 | GII   | 阪神大賞典       | 藤田伸二 | 57   | 1    | 10   | 2    | 3.06.3 | 我心聲              |
| 1/5/2005   | 日本     | 京都     | 草3200 | GI    | 春季天皇賞       | 藤田伸二 | 58   | 13   | 18   | 3    | 3.16.7 | 鈴鹿間風            |
| 15/10/2005 | 澳洲     | 考菲爾德 | 草2400 | GI    | 考菲爾德盃       | 藤田伸二 | 54   | 4    | 18   | 2    | 2.27.9 | Railings            |
| 1/11/2005  | 澳洲     | 費明頓   | 草3200 | GI    | 墨爾本盃         | 藤田伸二 | 54   | 6    | 24   | 12   | 3.02.9 | 戴花                |
| 19/3/2006  | 日本     | 阪神     | 草3000 | GII   | 阪神大賞典       | 安藤勝己 | 57   | 9    | 9    | 5    | 3.11.4 | 大震撼              |
| 30/4/2006  | 日本     | 京都     | 草3200 | GI    | 春季天皇賞       | 福永祐一 | 58   | 14   | 17   | 4    | 3.14.9 | 大震撼              |
| 28/5/2006  | 日本     | 東京     | 草2500 | GII   | 目黑記念         | 武豐     | 57.5 | 8    | 17   | 2    | 2.33.1 | 搖滾樂              |
| 25/6/2006  | 日本     | 京都     | 草2200 | GI    | 寶塚紀念         | 藤田伸二 | 58   | 3    | 13   | 13   | 2.15.2 | 大震撼              |
| 8/10/2006  | 日本     | 京都     | 草2400 | GII   | 京都大賞典       | 和田龍二 | 57   | 11   | 11   | 5    | 2.31.9 | 東商變革            |
| 5/11/2006  | 日本     | 東京     | 草2500 | GII   | 阿根廷共和國盃   | 横山典弘 | 58   | 4    | 14   | 2    | 2.31.0 | Tosho Knight        |
| 2/12/2006  | 日本     | 中山     | 草3600 | GII   | 長途馬錦標       | 柏兆雷   | 57   | 6    | 12   | 1    | 3.43.4 | （東海奇謀）        |
| 18/3/2007  | 日本     | 阪神     | 草3000 | GII   | 阪神大賞典       | 武豐     | 58   | 10   | 11   | 1    | 3.08.3 | （網路亨通）        |
| 29/4/2007  | 日本     | 京都     | 草3200 | GI    | 春季天皇賞       | 安藤勝己 | 58   | 8    | 16   | 4    | 3.14.2 | 名將森遜            |
| 23/2/2008  | 日本     | 京都     | 草2200 | GII   | 京都紀念         | 藤田伸二 | 58   | 11   | 16   | 15   | 2.15.5 | 喜氣滿盈            |
| 23/3/2008  | 日本     | 阪神     | 草3000 | GII   | 阪神大賞典       | 藤田伸二 | 58   | 2    | 13   | 2    | 3.09.1 | Admire Jupiter      |
| 4/5/2008   | 日本     | 京都     | 草3200 | GI    | 春季天皇賞       | 藤田伸二 | 58   | 12   | 14   | 11   | 3.16.7 | Admire Jupiter      |
| 1/6/2008   | 日本     | 東京     | 草2500 | JpnII | 目黑記念         | 藤田伸二 | 58.5 | 3    | 18   | 5    | 2.32.5 | Hokuto Sultan       |
| 12/10/2008 | 日本     | 京都     | 草2400 | GII   | 京都大賞典       | 上村洋行 | 57   | 3    | 10   | 3    | 2.27.0 | 東寶艾倫            |

## 血統簡介
父系Soccer Boy爲日本賽駒，生涯戰績優秀且活躍於一哩賽事，曾勝出1988年之一哩冠軍賽。祖父Dictus爲法國賽駒，生涯戰績彪炳，曾勝出傑克莫華大賽及諾卓亭大賽等賽事。
母系Sunday I.為日本賽駒，生涯僅勝出條件戰。外祖父週日寧靜是美國三冠賽雙冠馬，退役後在日本配種，在日本馬壇相當成功，贏得多項分級賽事，其子嗣贏得巨額獎金。

### 血統表
| 父線：Gainsborough系（Touchstone系） |                          |                  |                 |
| 種馬 Soccer Boy 1985年（深栗色）     | Dictus 1967年（栗色）    | Sanctus          | Fine Top        |
| 種馬 Soccer Boy 1985年（深栗色）     | Dictus 1967年（栗色）    | Sanctus          | Sanelta         |
| 種馬 Soccer Boy 1985年（深栗色）     | Dictus 1967年（栗色）    | Doronic          | Worden          |
| 種馬 Soccer Boy 1985年（深栗色）     | Dictus 1967年（栗色）    | Doronic          | Dulzetta        |
| 種馬 Soccer Boy 1985年（深栗色）     | Dyna Sash 1979年（棗色） | 北方風味         | 北地舞人        |
| 種馬 Soccer Boy 1985年（深栗色）     | Dyna Sash 1979年（棗色） | 北方風味         | Lady Victoria   |
| 種馬 Soccer Boy 1985年（深栗色）     | Dyna Sash 1979年（棗色） | Royal Sash       | Princely Gift   |
| 種馬 Soccer Boy 1985年（深栗色）     | Dyna Sash 1979年（棗色） | Royal Sash       | Sash of Honour  |
| 繁殖雌馬 Sunday I. 1994年（棕色）    | 週日寧靜 1986年（棕色）  | Halo             | Hail to Reason  |
| 繁殖雌馬 Sunday I. 1994年（棕色）    | 週日寧靜 1986年（棕色）  | Halo             | Cosmah          |
| 繁殖雌馬 Sunday I. 1994年（棕色）    | 週日寧靜 1986年（棕色）  | Wishing Well     | Understanding   |
| 繁殖雌馬 Sunday I. 1994年（棕色）    | 週日寧靜 1986年（棕色）  | Wishing Well     | Mountain Flower |
| 繁殖雌馬 Sunday I. 1994年（棕色）    | Hico 1979年（棗色）      | 尼真斯基         | 北地舞人        |
| 繁殖雌馬 Sunday I. 1994年（棕色）    | Hico 1979年（棗色）      | 尼真斯基         | Flaming Page    |
| 繁殖雌馬 Sunday I. 1994年（棕色）    | Hico 1979年（棗色）      | Funny Funny Ache | Jester          |
| 繁殖雌馬 Sunday I. 1994年（棕色）    | Hico 1979年（棗色）      | Funny Funny Ache | Bounced         |
| 雌系：號族：9-b                      |                          |                  |                 |
| 五代內近親交配：北地舞人 4×4         |                          |                  |                 |

## 命名由來
名字Eye Popper（アイポッパー）於英語中，有「讓人驚訝到眼睛掉出來」之意思，香港取其含意，翻譯為「眼福」。

## 外部連結
- 眼福 netkeiba.com （页面存档备份，存于）
- 血統表 （页面存档备份，存于）